# Michael Cartellone

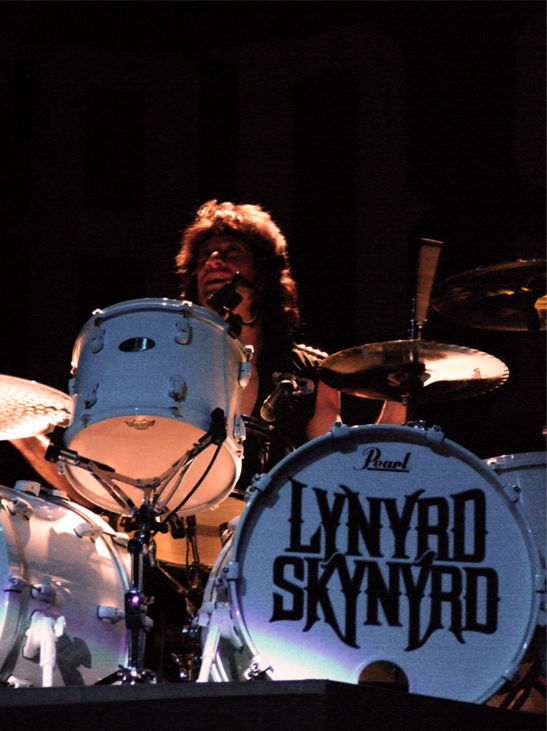
Michael Cartellone (2009)

Michael Cartellone (* 7. Juni 1962 in Solon, Ohio) ist ein US-amerikanischer Schlagzeuger und Maler.

## Leben
Cartellone begann im Alter von neun Jahren, Schlagzeug zu spielen. Mit elf hatte er seinen ersten öffentlichen Auftritt. Während seiner Schulzeit an der örtlichen High School spielte in einer Band. Im Alter von 22 Jahren zog er nach New York City, wo er mit dem Keyboarder Eddie Jobson und dem Styx-Gitarristen Tommy Shaw zusammenarbeitete. 1989 wurde er Mitglied in der Hard-Rock-Band Damn Yankees. 1996 war er kurzzeitig Mitglied von Accept. Er spielte zudem als Studiomusiker für Künstler wie John Fogerty, Peter Frampton, John Wetton, Freddie Mercury, Cher und Adrian Belew. Nach einer kurzen Rückkehr zu den Damn Yankees im Jahr 1998 wurde er 1999 Mitglied von Lynyrd Skynyrd. 2009 spielte er auf der Veröffentlichung des ehemaligen Faith-No-More-Sängers, Chuck Mosley, auf dem Titel Will Rap over Hard Rock for Food.